# Krummes Wasser
Das Krumme Wasser ist ein etwa fünf Kilometer langer, linker Zufluss der Ilme bei Einbeck in Südniedersachsen.

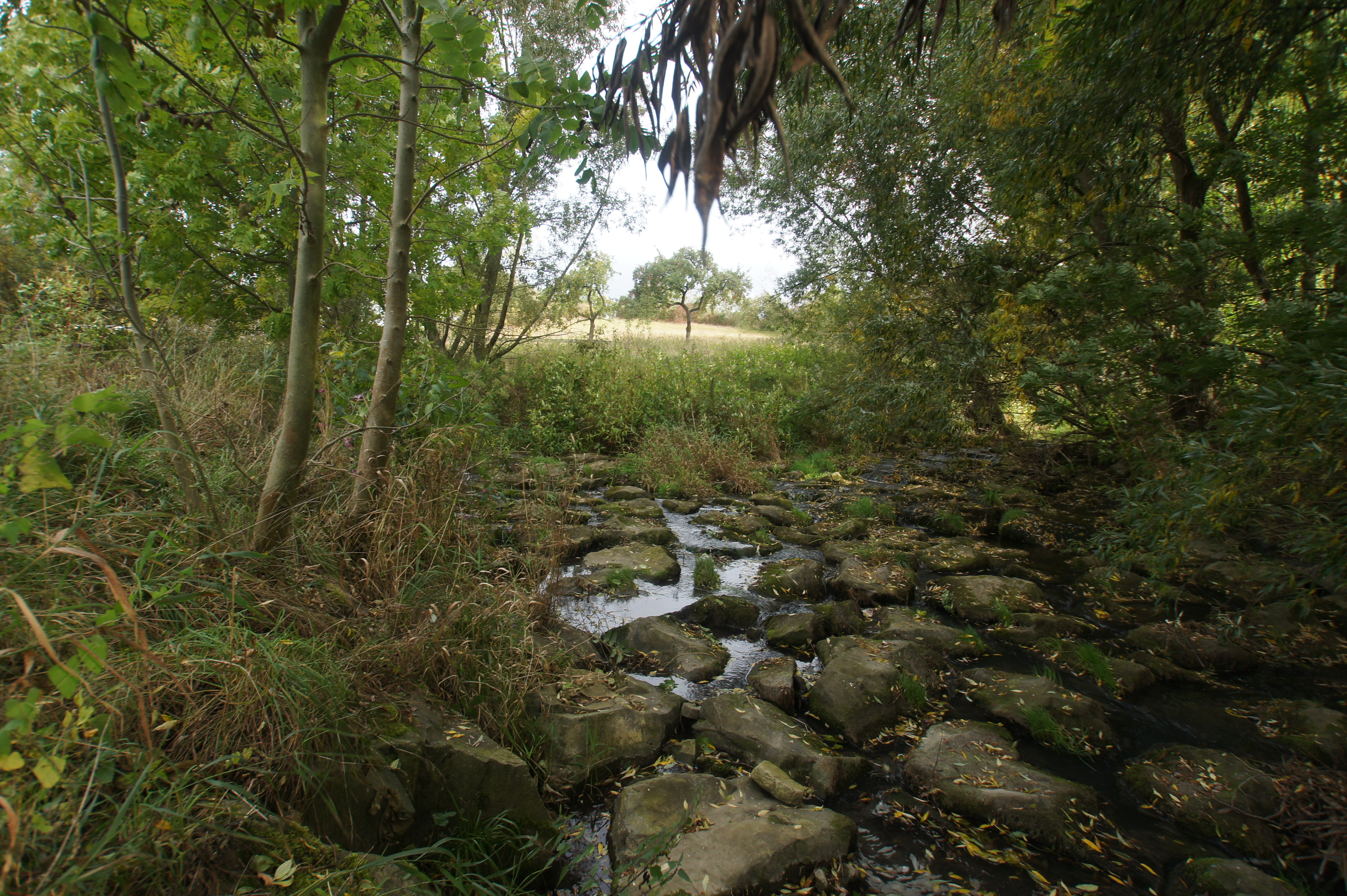
Zusammenfluss von Stroiter Bach und Hillebach zum Krummen Wasser

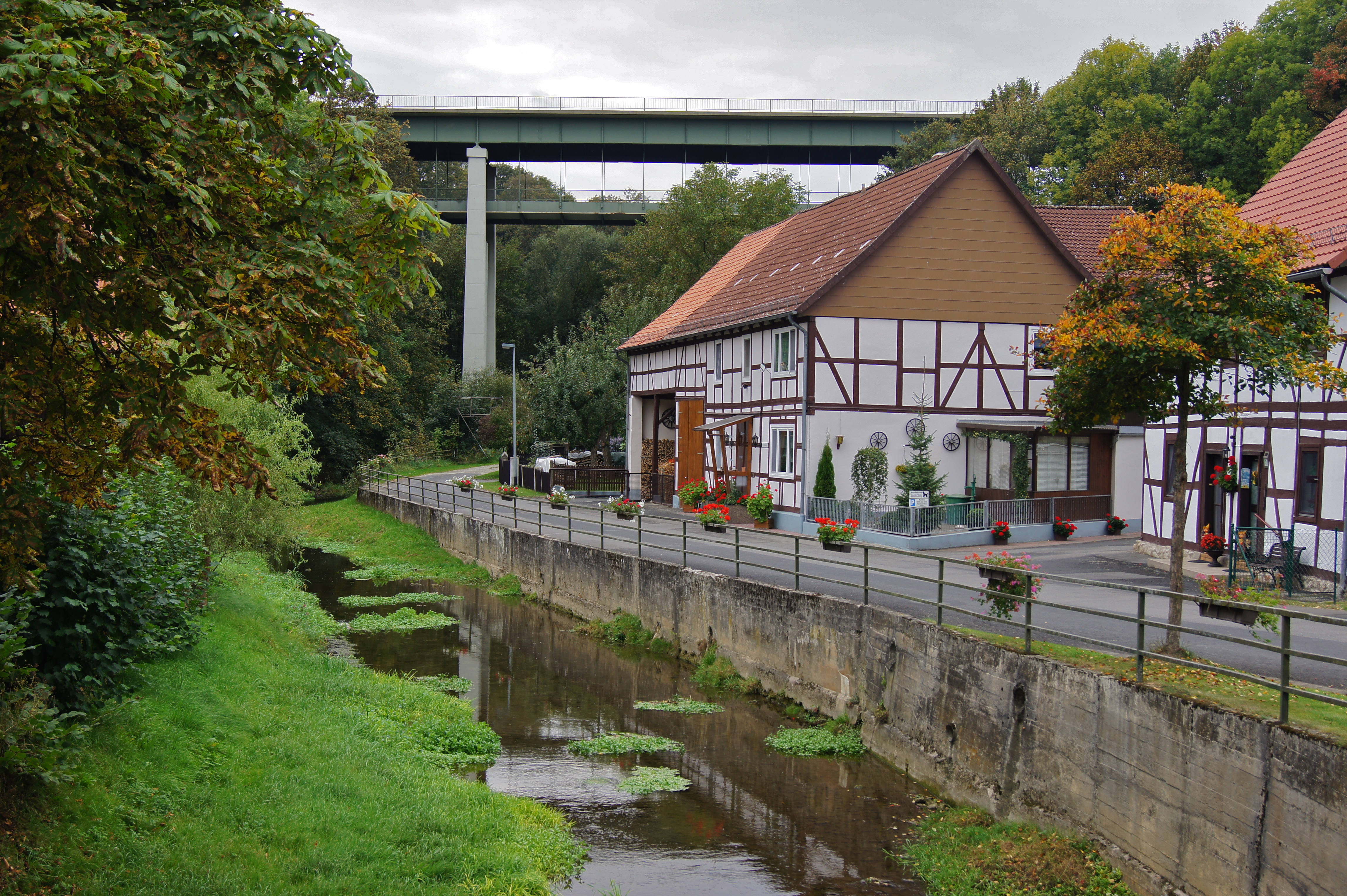
Viadukt der Bundesstraße 3 über das Krumme Wasser

Der Bachlauf entsteht im Erosionsgebiet des Kuventhaler Talkessels als Zusammenfluss von Hillebach und Stroiter Bach. In der Nähe speist er sich auch durch Zusammenfluss weiterer kleiner Bäche. In Kuventhal selbst fließt er unter der Brücke der Bundesstraße 3 hindurch und zunächst etwa einen Kilometer in südlicher Richtung. Bis zur Mündung in die Ilme südlich der Stadt Einbeck fließt er dann teils verrohrt in südöstlicher Richtung weiter.
Im Mittelalter behinderte das Krumme Wasser Anlage und Ausbau der Stadt Einbeck. Während das Stift St. Alexandri nördlich der sich hier auf etwa 200 m verengenden Bachaue gelegen war, entstand die mittelalterliche bürgerliche Siedlung mit dem Marktplatz am südlichen Ufer. Spätestens mit dem Bau der Stadtmauer im 13. Jahrhundert wird das Krumme Wasser südlich um die Stadt herumgeleitet. Nur ein kanalisierter Stadtbach durchfloss noch das Gelände, das zur Bebauung mit Mist-, Lehm- und Abfallschichten um bis zu einem Meter aufgefüllt wurde. Beim Diekturm, im Südwesten der Befestigungsanlage, fließt der Mühlenkanal in einem mittelalterlichen Bauwerk in 2 m Höhe über das Krumme Wasser in die Stadt.
Naturschutzverbände planen durch Flächenerwerb einen Teil der Talaue des Krummen Wassers zu renaturieren, um einen dynamischen Entwicklungsprozess zuzulassen. Intensiv genutzte Flächen sollen in Sukzessionsbereiche und Extensiv-Grünland umgewandelt werden.
Das Krumme Wasser wird vom örtlichen Angelverein  genutzt. Im April 2001 sind zur Wiederansiedlung des Leine-Lachs auch Brütlinge in das Krumme Wasser eingesetzt worden.
Am Krummen Wasser führt ein Rad- und Wanderweg entlang.